# Indywidualny Puchar Mistrzów na Żużlu 1989
Indywidualny Puchar Mistrzów 1989 – zawody żużlowe, mające na celu wyłonienie medalistów Indywidualnego Pucharu Mistrzów sezonie 1989. Zwyciężył Duńczyk Jan Osvald Pedersen.

## Wyniki
- Natschbach-Loipersbach, 27 maja 1989

| Msc. | Zawodnik            | Kraj              | Pkt |             |  |
| ---- | ------------------- | ----------------- | --- | ----------- |  |
| 1    | Jan Osvald Pedersen | Dania             | 15  | (3,3,3,3,3) |  |
| 2    | Mitch Shirra        | Nowa Zelandia     | 14  | (2,2,3,3,3) |  |
| 3    | Kai Niemi           | Finlandia         | 10  | (2,3,1,3,1) |  |
| 4    | Simon Wigg          | Wielka Brytania   | 9   | (3,3,3,0,0) |  |
| 5    | Sam Ermolenko       | Stany Zjednoczone | 9   | (1,0,2,3,3) |  |
| 6    | Roman Matoušek      | Czechosłowacja    | 9   | (0,1,3,2,3) |  |
| 7    | Zoltán Adorján      | Węgry             | 9   | (3,3,1,0,2) |  |
| 8    | Lars Gunnestad      | Norwegia          | 8   | (2,1,2,2,1) |  |
| 9    | Klaus Lausch        | RFN               | 8   | (3,1,2,1,1) |  |
| 10   | Wołodymyr Trofimow  | ZSRR              | 7   | (1,2,0,2,2) |  |
| 11   | Per Jonsson         | Szwecja           | 5   | (2,1,–,2,0) |  |
| 12   | Armando Castagna    | Włochy            | 5   | (1,2,2,d,u) |  |
| 13   | Nikołaj Manew       | Bułgaria          | 4   | (0,2,0,1,1) |  |
| 14   | Zenon Kasprzak      | Polska            | 2   | (0,0,1,0,1) |  |
| 15   | Artur Horvat        | Jugosławia        | 1   | (0,0,0,1,0) |  |
| 16   | Heinrich Schatzer   | Austria           | 1   | (1,0,u,–,–) |  |
|      | rez. Robert Funk    | Austria           | 3   | (1,2)       |  |